# 天狗橋
天狗橋（てんぐはし）は、宮城県仙台市青葉区大倉に1961年まであった橋である。大倉川の渓谷にかかり、景勝の地とされていたが、ダム湖の下に没した。
ダムができる前には、この付近で大倉川は河岸段丘に深い谷を刻んで流れていた。天狗橋はその谷の幅が約20メートルに狭まった地点に架けられた。水面からの高さは約50メートル、岸は柱状節理の絶壁をなした。
1719年（享保4年）の『奥羽観蹟聞老志』と1741年（寛保元年）の『封内名蹟志』が、壮絶な地形の描写によって天狗橋を説明するが、最初の架橋がいつかは不明である。両書では山鬼橋の字をあてて見出しにし、『封内名蹟志』は土地の人が天狗橋というと記す。『奥羽観蹟聞老志』には石橋とある。ある夜の大風で倒れた大木が岸にかかり、自然の丸木橋になったため、村人はこれを天狗の仕業と考えて天狗橋と呼んだという伝えがある。
1774年（安永3年）頃の記録には、板橋で長さ8間、幅6尺、橋下まで20丈余あったと記される。メートル法にすれば長さ約14.5メートル、幅約1.8メートル、橋下まで60メートル以上となる。橋に取り付くまでの道は険しかったため、縄を付け、人は石に取り付いて上下した。東に20間（約36メートル）西に30間（約55メートル）の石の階段を昇降した。「近郡にない奇怪の地」とのことで、むしろ渡るほうが天狗と言えそうである。
1901年（明治34年）に架け替えられ、人馬が往来できるようになった。1884年（明治17年）開通の高柵隧道と天狗橋架け替えによって、仙台から西方寺（定義如来）にいたる定義道が整備された。現在の宮城県道55号定義仙台線に相当する道である。定義道では昭和のはじめまで、白装束を着た参拝者が歩く姿が見られたという。天狗橋はその道中の景勝で、橋の西には天狗茶屋という茶店があってところてんを売った。
天狗橋は、大正時代末期に、手すりのある橋になった。1934年（昭和9年）頃に鉄筋コンクリート橋になった。
1961年完成の大倉ダムの建設によって、天狗橋も天狗茶屋も水の下に沈んだ。ダムの堰堤がかわりの橋の機能を担うとともに、ずっと下流に新天狗橋が架けられた。

## 注
1. ↑  『宮城町誌』本編（改訂版）788頁。
2. ↑  『奥羽観蹟聞老志』巻之六（『仙台叢書奥羽観蹟聞老志』上巻188頁）。『封内名蹟志』（『仙台叢書』第8巻263-264頁）。
3. ↑  『宮城町誌』本編（改訂版）956頁。
4. ↑  「安永風土記書出」大倉村。『宮城町誌』史料編（改訂版）228頁にある。
5. ↑  『宮城町誌』本編（改訂版）789頁。